# Honor Rising: Japan (2016)
Honor Rising: Japan 2016 fue la primera edición de Honor Rising: Japan, un evento pago por visión de lucha libre profesional producido por la New Japan Pro-Wrestling y Ring of Honor. Tuvo lugar el 19 de febrero y 20 de febrero de 2016 desde el Korakuen Hall en Tokio, Japón.
Continuando con la relación de trabajo entre NJPW y ROH, estos fueron los primeros shows coproducidos entre las dos promociones que se realizarán en Japón. En 2014 y 2015, los dos realizaron exposiciones conjuntas, tituladas Global Wars y War of the Worlds, en Canadá y los Estados Unidos .

## Producción
El 21 de agosto de 2015, en un show de Ring of Honor (ROH) en Filadelfia, Pensilvania, el jefe de operaciones de ROH, Joe Koff, el embajador Cary Silkin y la figura de autoridad en pantalla Nigel McGuinness se unieron al presidente de New Japan Pro-Wrestling (NJPW) Naoki Sugabayashi y el árbitro Tiger Hattori por un anuncio sobre la continuación de una relación de trabajo entre las dos empresas. La relación comenzó originalmente en 2014 con los shows de Global Wars y War of the Worlds, coproducida entre las dos promociones en mayo, que fueron seguidos por War of the Worlds '15 y Global Wars '15 en mayo de 2015. La relación también incluyó a luchadores de NJPW haciendo apariciones esporádicas en ROH y viceversa. Se anunció que en 2016, las dos promociones tendrían exposiciones conjuntas en Japón en febrero y en América del Norte en mayo.
Esto marcaría los primeros shows de ROH en Japón desde 2008, cuando realizaron shows en Tokio como parte de sus relaciones con Dragon Gate y Pro Wrestling Noah. El 8 de diciembre, NJPW anunció el nombre de los eventos como "Honor Rising: Japan 2016".

## Antecedentes
El 30 de enero de 2016, NJPW anunció los once luchadores de ROH que participaron en el evento; Adam Cole, Bobby Fish, Dalton Castle, Delirious, Jay Briscoe, Jay Lethal, Kyle O'Reilly, Mark Briscoe, Michael Elgin, Moose y Roderick Strong. También se informó que Doc Gallows y Karl Anderson participarían en el evento, que marca sus apariciones finales en NJPW antes de abandonar la empresa para luego irse a la WWE. El 12 de febrero, ROH anunció que Adam Cole no podría hacer los shows debido a "problemas familiares personales" y lo reemplazó con Frankie Kazarian y también agregó Matt Sydal y The Young Bucks (Matt Jackson & Nick Jackson), que eran asiduos tanto para ROH como para NJPW.
NJPW lanzó las cartas para los shows el 15 de febrero. Ambos shows incluirían ocho luchas, cada uno de los cuales tres se disputarán los campeonatos. El evento del 19 de febrero sería el evento principal de Roderick Strong, quien defendió el Campeonato Mundial de Televisión de ROH contra Tomohiro Ishii. El show del 20 de febrero incluiría a Jay Briscoe, Mark Briscoe y Toru Yano defenderían el Campeonato en Parejas de Peso Abierto 6-Man NEVER ante el trío de Bullet Club de Kenny Omega y The Young Bucks, mientras que el evento principal vio a Jay Lethal defender el Campeonato Mundial de ROH contra Tomoaki Honma.

## Resultados

### Día 1: 19 de febrero
En paréntesis se indica el tiempo de cada combate:
- Jushin Thunder Liger y Matt Sydal derrotaron a Dalton Castle (con Brandon Tate & Brent Tate) y Ryusuke Taguchi (8:20).
  - Sydal cubrió a Castle después de un «Air Sydal».
- Delirious derrotó a Gedo (7:53).
  - Delirious cubrió a Gedo después de un «Crucifix Hold».
- Kushida derrotó a Frankie Kazarian (9:47).
  - Kushida cubrió a Kazarian después de un «Hoverboard Lock».
- Hiroshi Tanahashi, Tomoaki Honma, Michael Elgin y Moose derrotaron a Bullet Club (Bad Luck Fale, Tama Tonga, Yujiro Takahashi & Cody Hall) (11:38).
  - Moose cubrió a Hall después de un «Spear».
- The Elite (Kenny Omega, Matt Jackson & Nick Jackson) derrotaron a Bobby Fish, Katsuyori Shibata y Kyle O'Reilly (10:16).
  - Omega cubrió a O'Reilly después de un «Katayoku no Tenshi».
- The Briscoes (Jay Briscoe & Mark Briscoe) derrotaron a Bullet Club (Doc Gallows & Karl Anderson) (8:23).
  - Mark cubrió a Anderson después de un «Diving Elbow Drop».
- Jay Lethal y Tetsuya Naito (con Bushi, Evil & Truth Martini) derrotaron a Chaos (Kazuchika Okada & Yoshi-Hashi) (con Gedo) (12:56).
  - Lethal cubrió a Hashi después de un «Lethal Injection».
- Tomohiro Ishii derrotó a Roderick Strong (c) y ganó el Campeonato Mundial de la Televisión de ROH (20:07).
  - Ishii cubrió a Strong después de un «Vertical-Drop Brainbuster».

### Día 2: 20 de febrero
En paréntesis se indica el tiempo de cada combate:
- Jay White derrotó a David Finlay (7:58).
  - White cubrió a Finlay después de un «Boston Crab».
- Jushin Thunder Liger y Matt Sydal derrotaron a Delirious y Gedo (7:21).
  - Sydal cubrió a Gedo después de un «Air Sydal».
- Dalton Castle derrotó a Frankie Kazarian (11:07).
  - Castle cubrió a Kazarian después de un «Bang-A-Rang».
- Bobby Fish, Hirooki Goto, Katsuyori Shibata y Kyle O'Reilly derrotaron a Bullet Club (Bad Luck Fale, Doc Gallows, Karl Anderson & Tama Tonga) (10:22).
  - Shibata cubrió a Gallows después de un «PK».
- Kushida y Moose derrotaron a Los Ingobernables de Japón (Bushi & Tetsuya Naito) (con Evil) (8:21).
  - Moose cubrió a Bushi después de un «Spear».
- Hiroshi Tanahashi, Michael Elgin y Roderick Strong derrotaron a Chaos (Kazuchika Okada, Tomohiro Ishii & Yoshi-Hashi) (15:47).
  - Elgin cubrió a Hashi después de un «Elgin Bomb».
- The Elite (Kenny Omega, Matt Jackson & Nick Jackson) (con Cody Hall) derrotaron a Chaos (Jay Briscoe, Mark Briscoe & Toru Yano) (c) y ganaron el Campeonato en Parejas de Peso Abierto 6-Man NEVER (12:55).
  - Omega cubrió a Mark después de un «Firebird Splash».
- Jay Lethal (c) derrotó a Tomoaki Honma y retuvo el Campeonato Mundial de ROH (15:32).
  - Lethal cubrió a Honma después de un «Lethal Injection».
  - Durante la lucha, Bushi, Evil y Naito interfirieron a favor de Lethal.